# 新井浩一
新井 浩一（あらい こういち）は、日本のアニメーター。東映動画（現・東映アニメーション）出身。現在はフリー。
東映動画第一期研修生の一人で、2008年3月には制作デスクの小笠原宗紀、プロデューサーの松家雄一郎、演出家の橘正紀らと共にアニメ制作会社のキネマシトラスを設立した。
三原三千夫は「影を立体的につける先駆けになった人」と評している。

## 参加作品

### テレビアニメ
- ストップ!! ひばりくん!（1983年-1984年、動画）
- 魁!!男塾（1988年、原画）
- ゲゲゲの鬼太郎 地獄編（1988年、原画）
- ゲッターロボ號（1991-1992年、原画）
- 美少女戦士セーラームーン（1992年、原画）
- マクロス7（1994-1995年、作画監督・原画）
- るろうに剣心 -明治剣客浪漫譚-（1996年、原画）
- 魔法少女プリティサミー（1996年、原画）
- serial experiments lain（1998年、原画・オープニング・画面設計）
- ストレンジドーン（2000年、原画）
- 鋼の錬金術師（2003年-2004年、原画・OP2・OP3）
- 妄想代理人（2004年、原画）
- BECK（2004年-2005年、原画）
- 風人物語（2004年-2005年、作画監督・原画）
- ほとり〜たださいわいを希う。〜（2005年、原画）
- ケモノヅメ（2005年、作画監督・原画）
- Paradise Kiss（2005年、オープニング原画）
- 交響詩篇エウレカセブン（2005年-2006年、原画・OP1・OP2・OP3）
- ガイキング LEGEND OF DAIKU-MARYU（2005年-2006年、原画）
- 桜蘭高校ホスト部（2006年、オープニング原画）
- 西の善き魔女 Astraea Testament（2006年、原画）
- ふしぎ星の☆ふたご姫 Gyu!（2006年-2007年、27話からのバンクカット原画）
- 東京魔人學園剣風帖 龍龍（2007年、オープニング原画）
- シャイニング・ティアーズ・クロス・ウィンド（2007年、オープニング・エンディング原画）
- 電脳コイル（2007年、作画監督・原画）
- カイバ（2008年、原画）
- 東京マグニチュード8.0（2009年、作画・エンディング）
- 放浪息子（2011年、原画）
- BLOOD-C（2011年、原画・オープニング）
- デジモンクロスウォーズ 〜時を駆ける少年ハンターたち〜（2011年-2012年、原画）
- ぬらりひょんの孫〜千年魔京〜（2011年、原画）
- ジョジョの奇妙な冒険（2012年、原画）
- ZETMAN（2012年、原画）
- 猫物語（黒）（2012年、原画）
- PSYCHO-PASS サイコパス（2012年-2013年、作画監督・原画・オープニング）
- 新世界より（2012年-2013年、原画）
- 進撃の巨人（2013年、作画・エンディング）
- 這いよれ!ニャル子さんW（2013年、原画・ED2）
- 〈物語〉シリーズ セカンドシーズン（2013年、原画）
- ウィザード・バリスターズ 弁魔士セシル（2014年、原画・オープニング）
- 純潔のマリア（2015年、作画監督）
- 攻殻機動隊ARISE ALTERNATIVE ARCHITECTURE（総作画監督・サブキャラクターデザイン・第二原画）
- 進撃の巨人 セカンドシーズン（2017年、イラスト・エンディング）

### Webアニメ
- 日本アニメ（ーター）見本市「三本の証言者」（2015年、原画）
- NOBLESSE:Awakening（2016年、キーアニメーター）
- 「ブレードランナー 2049」ショートフォルム「ブラックアウト 2022」（2017年、原画）

### OVA
- 世界名作童話 まんがシリーズ 魔法のじゅうたん（1983年、作画監督）
- 戦え!!イクサー1 ACT.III 完結編（1987年、原画）
- 破邪大星ダンガイオー（1987-1989年、原画）
- 魔境外伝レディウス（1987年、原画）
- 大魔獣激闘 鋼の鬼（1987年、原画）
- XANADUドラゴンスレイヤー伝説（1988年、キャラクターデザイン・作画監督）
- Crying フリーマン（1988年、キャラクターデザイン・作画監督）
- 吸血姫美夕（1988-1989年、原画）
- 湘南爆走族5 青ざめた暁（1989年、原画）
- Crying フリーマン2 風声鶴唳（1989年、キャラクターデザイン・作画監督）
- ソルビアンカ SOLBIANCA（1990年、作画監督・原画）
- TOKUMAアニメビデオえほん はないちもんめ 草之丞の話（1990年、キャラクターデザイン・作画監督・原画）
- NINETEEN 19（1990年、原画）
- ヴァンパイヤー戦争（1990年、原画）
- クレオパトラD.C. 3 パンドラの匣（1991年、原画）
- 冒険!イクサー3（1991-1992年、原画）
- 3×3EYES（1991年、キャラクターデザイン・作画監督）
- 紅いハヤテ（1991-1992年、原画）
- 入院ボッキ物語 おだいじに!（1991年、キャラクターデザイン）
- 万能文化猫娘（1992-1993年、原画）
- 間の楔（1992年、作画監督）
- 天地無用! 魎皇鬼（1993年、原画）
- 妖世紀水滸伝（1993年、原画）
- モルダイバー（1993年、原画）
- THE 八犬伝 〜新章〜（1993年、原画）
- ジョジョの奇妙な冒険（1993-1994年、原画）
- COMPILER「陰の章」（1994年、原画）
- 幽幻怪社（1994年、原画）
- マクロスプラス（1994-1995年、原画）
- 戦ー少女イクセリオン（1995年、原画）
- 青空少女隊（1995年、原画）
- COMPILER FESTA（1995年、原画）
- アミテージ・ザ・サード（1995年、原画）
- GOLDEN BOY さすらいのお勉強野郎（1995年、原画）
- 新海底軍艦（1995年、原画）
- それゆけ!宇宙戦艦ヤマモト・ヨーコ（1996年、原画）
- タトゥーンマスター（1996年、原画）
- ファイアーエムブレム 紋章の謎（1996年、原画）
- 電脳戦隊ヴギィ'ズ★エンジェル（1997年-1998年、原画）
- でたとこプリンセス（1997年-1998年、原画）
- 青の6号（1998-2000年、アニメーションキャラクターデザイン・作画監督・原画）
- フリクリ（2000年-2001年、原画）
- Halo Legends（2010年、原画）
- FREEDOM（2006年、作画監督・原画）
- 茄子 スーツケースの渡り鳥（2007年、原画）
- FREEDOM SEVEN（2008年、原画）
- バットマン ゴッサムナイト（2008年、キャラクター原案）

### 劇場アニメ
- わが青春のアルカディア（1982年、動画） - 新井浩二名義
- FUTURE WAR 198X年（1982年、動画）
- 宇宙戦艦ヤマト 完結編（1983年、動画）
- 少年ケニヤ（1984年、動画） - 新井浩二名義
- オーディーン 光子帆船スターライト（1985年、原画）
- 勝利投手（1987年、原画）
- G.I. Joe: The Movie（英語版）（1987年、原画）
- AKIRA（1988年、原画）
- サイレントメビウス THE MOTION PICTURE（1991年、原画）
- 老人Z（1991年、原画）
- とべ!くじらのピーク（1991年、原画）
- ドラゴンボールZ 激突!!100億パワーの戦士たち（1992年、原画）
- 地球を救え!なかまたち ちびねこトムの大冒険（1992年、原画）
- 三国志 第二部・長江燃ゆ!（1993年、原画）
- 獣兵衛忍風帖（1993年、原画）
- 劇場版 美少女戦士セーラームーンR（1993年、原画）
- 餓狼伝説 -THE MOTION PICTURE-（1994年、原画）
- マクロスプラス MOVIE EDITION（1995年、原画）
- GHOST IN THE SHELL / 攻殻機動隊（1995年、原画）
- MEMORIES EPISODE1 MAGNETIC ROSE 彼女の想いで（1995年、原画）
- MEMORIES EPISODE3 CANNON FODDER 大砲の街（1995年、原画）
- X（1996年、原画）
- PERFECT BLUE（1997年、原画）
- スプリガン（1998年、原画）
- デジモンアドベンチャー（1999年、原画）
- デジモンアドベンチャー ぼくらのウォーゲーム!（2000年、原画）
- デジモンアドベンチャー02 前編・デジモンハリケーン上陸!!／後編・超絶進化!!黄金のデジメンタル（2000年、原画）
- カウボーイビバップ 天国の扉（2001年、原画）
- 千年女優（2002年、原画）
- イノセンス（2004年、原画）
- スチームボーイ（2004年、原画）
- 劇場版 NARUTO -ナルト- 大活劇!雪姫忍法帖だってばよ!!（2004年、原画）
- ONE PIECE THE MOVIE オマツリ男爵と秘密の島（2004年、原画）
- 犬夜叉 紅蓮の蓬莱島（2004年、原画）
- 劇場版 鋼の錬金術師 シャンバラを征く者（2005年、原画）
- 劇場版 NARUTO -ナルト- 大激突!幻の地底遺跡だってばよ（2005年、原画）
- まじめにふまじめ かいけつゾロリ なぞのお宝大さくせん（2006年、原画）
- Highlander: The Search for Vengeance（2007年、原画）
- ヱヴァンゲリヲン新劇場版:序（2007年、原画）
- ストレンヂア 無皇刃譚（2007年、原画）
- ハイランダー Highlander: Vengeance（2007年、原画）
- スカイ・クロラ The Sky Crawlers（2008年、原画）
- 劇場版 NARUTO -ナルト- 疾風伝 絆（2008年、原画）
- Genius Party BEYOND 「陶人キット」（2008年、原画）
- サマーウォーズ（2009年、原画）
- TRIGUN Badlands Rumble（2010年、原画）
- 劇場版 戦国BASARA -The Last Party-（2011年、原画）
- 鬼神伝（2011年、作画監督協力・原画）
- トワノクオン 第六章 永久の久遠（2011年、原画）
- ももへの手紙（2012年、原画）
- 虹色ほたる 〜永遠の夏休み〜（2012年、原画）
- SHORT PEACE「火要鎮」（2013年、作画）
- SHORT PEACE「武器よさらば」（2013年、原画）
- 攻殻機動隊 ARISE（2013年-2014年、サブキャラクターデザイン・総作画監督・第二原画）
- THE LAST -NARUTO THE MOVIE-（2014年、絵コンテ・作画監督・原画）
- ジョバンニの島（2014年、原画）
- BORUTO -NARUTO THE MOVIE-（2015年、原画）
- 攻殻機動隊 新劇場版（2015年、プロップデザイン・作画監督・原画）
- ひるね姫 〜知らないワタシの物語〜（2017年、作画監督）
- 打ち上げ花火、下から見るか? 横から見るか?（2017年、原画）
- バースデー・ワンダーランド（2019年、作画監督・原画）
- シン・エヴァンゲリオン劇場版（2021年、作画監督・原画）
- サイダーのように言葉が湧き上がる（2021年、原画）

### ゲーム
- スケバン刑事III（FC/1988年、キャラクターデザイン）
- QUOVADIS 2〜惑星強襲オヴァン・レイ〜（SS/1997年、原画）
- 攻殻機動隊 GHOST IN THE SHELL（PS/1997年、オープニング・原画）
- サーヴィランス 監視者（PS2/2002年、原画）
- OVER THE MONOCHROME RAINBOW featuring SHOGO HAMADA（PS2/2003年、作画監督）
- テイルズ オブ シンフォニア（PS2/2004年、原画）
- テイルズ オブ リバース（PS2/2004年、原画）
- ペルソナ4 ジ・アルティメット イン マヨナカアリーナ（PS3/2012年、原画）
- ペルソナQ シャドウ オブ ザ ラビリンス（3DS/2014年、キーアニメーター）
- ペルソナ5（PS4/2016年、作画監督・原画・オープニング）